# Hugó Hoch
Hugó Hoch (Nagybajom, 11 settembre 1868 – Budapest, 29 luglio 1931) è stato uno schermidore ungherese.
Partecipò ai Giochi della II Olimpiade di Parigi nella gara di sciabola individuale, in cui fu eliminato in semifinale.